# هاري جونز (لاعب كريكت)
هاري جونز (بالإنجليزية: Harry Jones)‏ (6 أكتوبر 1922 في المملكة المتحدة - 20 مارس 1995) هو لاعب كريكت بريطاني. لعب مع نادي مقاطعة غلاموركن للكريكت ‏.